# Pavel Fořt
Pavel Fořt (* 26. Juni 1983 in Pilsen) ist ein ehemaliger tschechischer Fußballspieler. Er ist beidfüßig und wurde bevorzugt als Mittelstürmer eingesetzt.

## Karriere

### Jugendzeit in Plzeň
Pavel Fořt begann bei seinem Heimatclub TJ Sklo Union Heřmanova Huť mit dem Fußballspielen. Nebenher spielte er bis ins Jugendalter Eishockey und begann als Zwölfjähriger sogar ein Angebot des HC Lasselsberger Plzeň, auf das er jedoch zugunsten des Fußballsports verzichtete. Ein Jahr später schloss sich Fořt dem SK Slavia Vejprnice an, ehe er 1997 in die Jugendabteilung von Viktoria Pilsen wechselte. Bei Viktoria avancierte er zum Juniorennationalspieler seines Heimatlandes und unterschrieb bereits im Alter von 16 Jahren seinen ersten Profivertrag. Anfang 2000 zog sich Fořt jedoch eine schwere Knieverletzung zu und verpasste aufgrund dessen die U-16-Europameisterschaft 2000 in Israel, bei der die tschechische Auswahl den zweiten Platz belegte.

### Durchbruch bei Viktoria Plzeň
Wegen dieser Verletzung verzögerte sich auch sein Debüt in der Gambrinus Liga. Sein erstes Ligaspiel bestritt Fořt dann am 29. April 2001 (26. Spieltag), als er beim 1:1-Unentschieden im Heimspiel gegen den SK Sigma Olomouc in der 78. Spielminute für Petr Smíšek eingewechselt wurde. Viktoria Plzeň stand zu einem Zeitpunkt schon auf dem letzten Tabellenplatz und stieg am Ende der Saison ab. In der Druhá Liga konnte sich Fořt auf Anhieb gegen Sturmkonkurrenz im Verein durchsetzen und markierte in der Saison 2001/02 14 Treffer. In der darauffolgenden Spielzeit konnte er diese Marke noch einmal verbessern und erzielte 15 Tore. Mit diesen anhaltend guten Leistungen machte Fořt bald höherklassige Mannschaften auf sich aufmerksam. Anfang 2003 einigte er sich schließlich mit Slavia Prag über einen Wechsel zur kommenden Saison. Die Ablösesumme lag bei etwa 950.000 Euro.

### Erstligaspieler bei Slavia Praha
Bei Slavia traf Fořt auf viel Konkurrenz im Angriff und kam zunächst nur sporadisch zum Einsatz. Seit der Saison 2004/05 gehörte er jedoch verstärkt zur Startformation des tschechischen Hauptstadtclubs. Fořt lief während dieser Zeit auch weiterhin für die Juniorennationalmannschaften Tschechiens auf, verpasste jedoch letztendlich den Sprung von der U-21-Auswahl in die A-Nationalmannschaft. In der Hinrunde der Saison 2006/07 erzielte er sieben Tore in 22 Ligaspielen, woraufhin ihn der französische Erstligist FC Toulouse zum 1. Januar 2007 für eine Ablöse von rund einer Million Euro verpflichtete.

### Reservist beim FC Toulouse
Für Toulouse debütierte Fořt am 24. Januar 2007 (21. Spieltag), als er beim 1:0-Auswärtssieg gegen den OGC Nizza 16 Minuten vor Spielende für Johan Elmander eingewechselt wurde. Bei den Südfranzosen konnte er sich jedoch anfänglich nicht gegen die Sturmkonkurrenz durchsetzen, weswegen er zur Saison 2007/08 für ein Jahr an den belgischen Erstligisten FC Brüssel ausgeliehen wurde. Beim belgischen Hauptstadtclub wurde Fořt in der Hinrunde zwölfmal eingesetzt und markierte dabei zwei Treffer, ehe er sich im Januar 2008 einen Knorpelschaden zuzog und deswegen für ein halbes Jahr pausieren musste. Auch nach seiner Rückkehr zum FC Toulouse vermochte er es nicht, sich gegen die Konkurrenz im Angriff durchzusetzen und bestritt für die Südfranzosen kein einziges Ligaspiel mehr. Daraufhin wurde Fořt zur Rückrunde 2008/09 an Slavia Prag zurückverliehen, wo er wieder an seine alte Leistungsstärke anknüpfen konnte und in 14 Ligaspieleinsätzen fünf Tore erzielte. Dennoch waren die Südfranzosen nicht an einer Weiterbeschäftigung Fořts interessiert, weswegen sie ihn im Sommer 2009 für eine Ablösesumme von rund 450.000 Euro an den deutschen Bundesliga-Absteiger Arminia Bielefeld transferierten.

### Neuanfang bei Arminia Bielefeld
Sein Debüt für Arminia in der 2. Bundesliga gab Fořt am 10. August 2009, als er beim 3:1-Heimsieg gegen Hansa Rostock in der Startelf stand und in der 80. Spielminute für Besart Berisha ausgewechselt wurde. In seinem ersten Jahr bei den Ostwestfalen markierte er in 27 Spielen zehn Treffer, ehe er sich in der Vorbereitung zur Saison 2010/11 einen Kreuzbandriss zuzog und aufgrund dessen fast für komplette Spielzeit ausfiel. Sein Comeback absolvierte Fořt dann am 17. April 2011 (30. Spieltag), als er beim 3:3-Unentschieden im Heimspiel gegen Rot-Weiß Oberhausen zur zweiten Halbzeit für Collin Quaner eingewechselt wurde. Arminia Bielefeld stand zu einem Zeitpunkt schon auf dem letzten Tabellenplatz und stieg am Ende der Saison ab. Daraufhin verließ er im Sommer 2011 die Ostwestfalen und wechselte gemeinsam mit seinem Teamkameraden Dennis Eilhoff ablösefrei zum Zweitliga-Aufsteiger Dynamo Dresden.

### Wechsel zu Dynamo Dresden
Für Dynamo debütierte Fořt am 15. Juli 2011 (1. Spieltag), als er bei der 1:2-Auswärtsniederlage gegen Energie Cottbus der Startformation angehörte und in der 74. Spielminute für Robert Koch ausgewechselt wurde. Mit seinem ersten Ligaspieltor für den sächsischen Hauptstadtklub markierte er am 24. Juli 2011 (2. Spieltag) im Heimspiel gegen Hansa Rostock in der 76. Spielminute den 1:1-Endstand. In der Zweitligasaison 2011/12 kam der Stürmer auf insgesamt 24 Spiele und fünf Tore und schaffte mit Dynamo den Klassenerhalt. Nach der Saison 2012/13 wurde sein Vertrag bei Dynamo Dresden nicht verlängert.

### Wechsel zu Slovan Bratislava
Nachdem sein Vertrag in Dresden über die Saison 2012/13 hinaus nicht verlängert worden war, wechselte Fort ablösefrei zum slowakischen Erstligisten ŠK Slovan Bratislava.